# Rodolfo Chikilicuatre

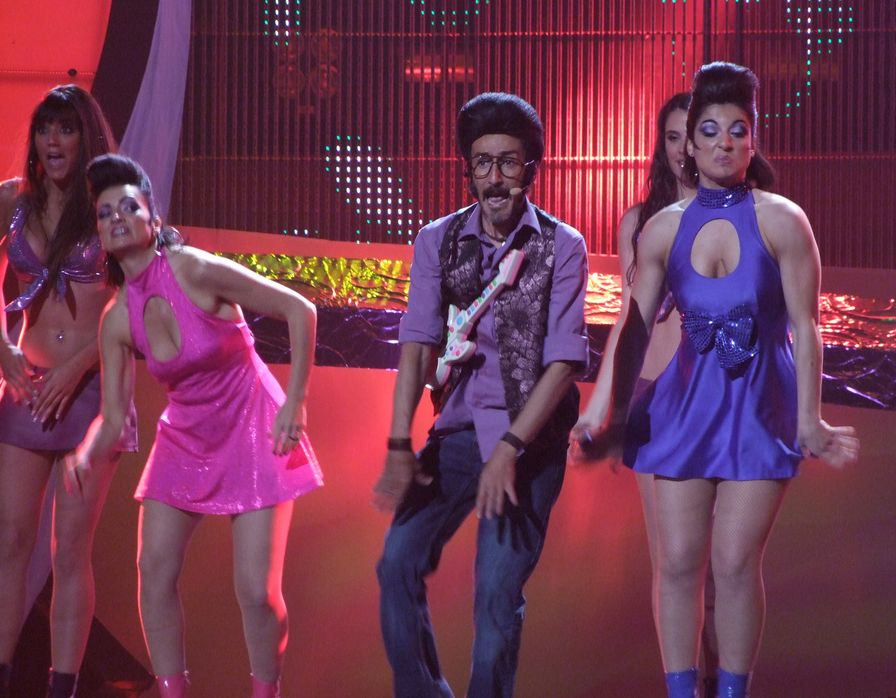
Rodolfo Chikilicuatre tijdens Eurovisiesongfestival 2008

Rodolfo Chikilicuatre is een Spaans komiek personage gespeeld door David Fernández Ortiz (Barcelona, 24 juni 1970).
Het personage Rodolfo Chikilicuatre werd geïntroduceerd in de laatavondshow Buenafente op de Spaanse tv. Daar zong hij het liedje Baila el Chiki-chiki. De gastheer van de show, Andreu Buenafente, vond het lied zo goed dat hij het instuurde voor de preselectie van het Eurovisiesongfestival 2008. Rodolfo won en vertegenwoordigde zijn land in Belgrado.
Voorafgaand aan het songfestival besliste de Spaanse omroep om de selectieprocedure voor het lied democratischer te maken. Er werd een Myspace-pagina aangemaakt waarop iedereen liedjes kon inzenden door middel van een videoclip. De vijf video's met de meeste stemmen bereikten de finale, samen met nog vijf liedjes die door een jury aangeduid werden. Baila el Chiki-chiki werd zwaar gepromoot en won de wedstrijd met een overtuigende meerderheid van 56,28 %.
In Spanje wierp het lied veel discussie op, omdat het niet als geschikt werd beschouwd om Spanje op het Eurovisiesongfestival te vertegenwoordigen. In de aanloop naar het festival werden een aantal wijzigingen in het lied aangebracht, waaronder het verwijderen van directe verwijzingen naar politici en de toevoeging van tekst (gedeeltelijk in het Engels) om het lied langer te maken.
Op het Eurovisiesongfestival, waarvoor Spanje zich direct plaatste als een van de 'Big Four' landen, haalde het nummer een score van 55 punten met als resultaat een zestiende plaats.